# Les (Strugačtí)
Les je český název vědeckofantastického románu ruských sovětských spisovatelů bratrů Strugackých Slimák na úbočí (Улитка на склоне). Český název je odvozen od tajemného lesa, ve kterém se odehrává jedna polovina románu.
První varianta románu, vydaná později (roku 1990) pod názvem Nepokoj (Беспокойство), vznikla roku 1965. Poté bratři došli k názoru, že se tato varianta příliš nevydařila, a celý román přepracovali. Jeho cesta ke čtenářům však nebyla snadná, protože jde o otevřenou kritiku sovětské byrokratické společnosti, která vytváří nesmyslné předpisy, zákazy a příkazy. První tzv. lesní část románu vyšla roku 1966, další neúplná časopisecky roku 1968, prvně v úplnosti vyšel román roku 1972 ve Spolkové republice Německo, v Sovětském svazu až roku 1988.

## Obsah románu
Román je uveden básní japonského básníka Issy Kobajašiho:
Klidně jen, klidně lez,

slimáčku, po úbočí Fudži,

vzhůru, až na samý vrchol!
Děj románu je časově i místně neukotvený. Odehrává ve zvláštním světě, o kterém se nedozvíme vlastně nic. Může to být cizí planeta nebo nějaký ztracený svět na naší Zemi. Časově se román může odehrávat ve 20., 21., nebo v nějakém dalším příštím století. Příběh románu je vyprávěn ve dvou liniích, které se nikdy neprolnou, ačkoliv mají mnoho společného. Na jedné straně stojí technicky vyspělá byrokratická Správa lesa, na straně druhé tajuplný Les. Obě prostředí mají podivné zákonitosti, Les je nepochopitelný prostor a Správa absurdní svět, který nutí své zaměstnance chovat se stejně nepochopitelně.
V první dějové linii sledujeme osud pracovníka Správy Perece. Ten má již Správy dost, protože to je přebujelý administrativní moloch s mnoha odděleními, jako například skupina Vyhlazování lesa, skupina Studia lesa, skupina Ozbrojené ochrany lesa, skupina Pomoci původnímu obyvatelstvu lesa a další. Vše se musí dokumentovat a povolovat, zaměstnanci buď dělají, že dělají, nebo vymýšlejí naprosto absurdní předpisy, nařízení, příkazy a zákazy, ze kterých plyne celá řada úkolů a povinností beze smyslu a cíle. Ke všemu se ještě Správa snaží Les a jeho obyvatele přetvořit tak, aby je mohla využívat, čímž jej devastuje a to se domorodcům pochopitelně nelíbí. Perez touží základnu Správy opustit. Nejprve chce vstoupit do Lesa, je mu v tom však bráněno nesmyslnými obstrukcemi. Protože se tam nemůže dostat, chce alespoň zpět na Pevninu, protože jeho kvalifikace filologa je na základně naprosto zbytečná. Narazí však na stejný problém administrativního šílenství jako při snaze dostat se do Lesa. Chce požádat o pomoc ředitele, ale nemůže se k němu žádným způsobem dostat. Nakonec stráví noc se zaměstnankyní Alevtinou, které se dlouho dvořil, a ráno ke svému překvapení zjistí, že je jmenován ředitelem Správy. Nyní, když stojí na samém vrcholu té obludné organizace, je každý jeho nesmyslný návrh zdokumentován a proveden.
Druhá dějová linie se odehrává v Lese. Jejím hlavním hrdinou je Candide přezdívaný Mlčoch. Jde o bývalého pilota Správy, který kdysi v lese havaroval, ztratil paměť a nyní žije ve Vesnici domorodců, kteří ho zachránili. Má zde dokonce i ženu Navu. Vesnice je uzavřený svět, který s ostatními osadami nemá žádný aktivní kontakt. V Lese vyrůstá ze země cokoliv, co vesničané potřebují (nábytek, oblečení). Hlína se dá jíst a chutná jako sýr. V Lese je však také nebezpečná houba, která pohlcuje své okolí i s vesnicemi, a pohybují se v něm mrtváci, něco jako zombie, kteří stojí především o ženy. Candide se chce vydat do hloubi Lesa do bájného Města, kde by našel odpovědi na své otázky a případně zjistil, jak se dostat zpátky ke svým původním přátelům a kolegům, protože má bizarní magie Lesa již dost. Při své cestě zjistí, že v Lese žijí ještě jiní lidé než vesničané. Jde o partenogenezní ženy, jakési Amazonky žijící v hloubi Lesa v oblasti jezer. Jsou skutečnými vládkyněmi lesa. Sex považují za atavismus, muže za zbytečnost, vesničany za zbytky starého způsobu života, které je potřeba vyhladit. Vytvářejí mrtváky, aby unášeli z vesnic ženy a vesnice pomalu ale neúprosně ničí společně s muži. Candide se vrací do Vesnice a rozhodne se s vesničany žít a chránit je, pokud to bude v jeho silách.

## Česká vydání
- Les, Je těžké být bohem, Svoboda, Praha 1983, přeložil Libor Dvořák a Jaroslav Piskáček.
- Les, Triton, Praha 2011, přeložil Libor Dvořák.